# Lippo Centre
Il Lippo Centre (in cinese tradizionale: 力 寶 中心; cinese semplificato: 力 宝 中心; pinyin: Lìbǎo Zhōngxīn), precedentemente noto come Bond Center (cinese tradizionale: 奔達 中心; cinese semplificato: 奔达 中心), è un complesso composto da due grattacielo gemelli situati a Hong Kong. 
Completato nel 1988, la Torre I è alta 172 m con 44 piani mentre la Torre II è di 186 m e con 48 piani. Il complesso fu progettato da Paul Rudolph.